# Суперсемейка (франшиза)
«Суперсемейка» (англ. The Incredibles) — американская медиафраншиза, основанная на двух анимационных мультфильмах, созданных Pixar Animation Studios. Брэд Бёрд снял и срежиссировал оба мультфильма. Крэйг Т. Нельсон, Холли Хантер, Сара Вауэлл и Сэмюэл Л. Джексон являются частью актёрского состава. Первый мультфильм «Суперсемейка» был выпущен в ноябре 2004 года и получил признание критиков, получив премию «Оскар» за лучший анимационный полнометражный фильм. Второй мультфильм «Суперсемейка 2» был выпущен в июне 2018 года, он получил в основном положительные отзывы и установил рекорд для лучших выходных дней для анимационного мультфильма с 183 миллионами долларов. Серия собрала $ 1,8 млрд по всему миру.

## Серия фильмов

### Суперсемейка(2004)
Семья супергероев пытаются жить в тихой загородной жизни обычных людей, после того, как супергероев ввели вне закона.

### Суперсемейка 2(2018)
Чтобы восстановить доверие публики к супергероям, Хелен (Эластика) выбрана телекоммуникационной корпорацией, чтобы снять рекламные трюки, в то время как её мужу Бобу (Мистеру Исключительному) придётся позаботиться о своих детях, Фиалке, Шастике и Джек-Джеке.

### Суперсемейка 3
После выхода «Суперсемейки 2» режиссёр Брэд Бёрд признался, что урезанный график производства мультфильма привёл к появлению многих сюжетных линий и идей, которые он снимал для окончательной версии мультфильма. Он привёл решение Pixar в октябре 2016 года о замене дат выпусков «История игрушек 4» и «Суперсемейка 2», что означало, что мультфильм Бёрда потерял полный год производства. Бёрд утверждал, что затяжные сюжетные линии могут привести к третьему мультфильму, как и во втором.

Было много идей, которые мы имели в этом фильме, которые можно было бы использовать … будь то другой фильм «Суперсемейка» или что-то ещё.
Оригинальный текст (англ.)There were a lot of ideas that we had on this film that could be [used]... whether it's another Incredibles film, or something else.
— Брэд Бёрд
Актёры, в том числе Сэмюэл Л. Джексон и София Буш, выразили заинтересованность в повторном исполнении своих ролей.

Я бы никогда не исключил этого и если прошлое — пролог, это будет ещё 14 лет — и многим людям, вероятно, понадобится кислород, чтобы сделать третий.
Оригинальный текст (англ.)I wouldn't ever rule it out and if past is prologue, it'll be another 14 years — and a lot of people will probably need oxygen to make a third one.
— Джон Уокер

## Короткометражные фильмы

### Джек-Джек атакует(2005)
15 марта 2005 года была выпущена короткометражка на DVD вместе с первым мультфильмом под названием «Джек-Джек атакует». "Бёрд вернулся, чтобы снять короткометражку. Первоначально сцены в данной короткометражке были задуманы, как часть первого мультфильма, но было решено сделать их отдельной короткометражкой.

### Мистер Исключительный и его друзья(2005)
Ещё одна короткометражка под названием Мистер Исключительный и его друзья также была включена в первый мультфильм на DVD. Короткометражка была — вымышленным эпизодом малобюджетного мультипликационного мультсериала 1960-х годов в стиле «Clutch Cargo».

### Тётушка Эдна(2018)
Короткометражный фильм под названием «Тётушка Эдна» был выпущен 23 октября 2018 года в цифровом релизе Суперсемейки 2 и на DVD 6 ноября 2018 года. Подобно «Джек-Джеку Атакует!», Эдна во время событий «Суперсемейки 2», нянчит Джека-Джека, пока Боб Парр справляется со своими остальными делами.

## Видеоигры
- The Incredibles (2004) — по мотивам мультфильма «Суперсемейка»
- The Incredibles: When Danger Calls[англ.] (2004) — по мотивам мультфильма «Суперсемейка»
- The Incredibles: Rise of the Underminer (2005) — по мотивам мультфильма «Суперсемейка»
- Rush: A Disney-Pixar Adventure (2012) — по мотивам мультфильма «Суперсемейка»
- Disney Infinity (2013) — по мотивам мультфильма «Суперсемейка»
- Lego The Incredibles (2018) — по мотивам мультфильма «Суперсемейка 2»

## Актёрский состав
| Персонажи                                   | Полнометражные фильмы | Полнометражные фильмы                      | Короткометражные фильмы | Короткометражные фильмы                  | Короткометражные фильмы |
| Персонажи                                   | Суперсемейка          | Суперсемейка 2                             | Джек-Джек атакует       | Мистер Исключительный и его друзья       | Тётя Эдна               |
| Персонажи                                   | 2004                  | 2018                                       | 2005                    | 2005                                     | 2018                    |
| ------------------------------------------- | --------------------- | ------------------------------------------ | ----------------------- | ---------------------------------------- | ----------------------- |
| Боб Парр Мистер Исключительный              | Крэйг Т. Нельсон      | Крэйг Т. Нельсон                           |                         | Пит ДоктерКрэйг Т. Нельсон (озвучка)     | Крэйг Т. Нельсон        |
| Хелен Парр Эластика / Миссис Исключительная | Холли Хантер          | Холли Хантер                               |                         |                                          |                         |
| Фиалка Парр                                 | Сара Вауэлл           | Сара Вауэлл                                |                         |                                          |                         |
| Шастик Парр                                 | Спенсер Фокс          | Хак Милнер                                 |                         |                                          |                         |
| Джек-Джек Парр                              | Эли ФуцилеМейв Эндрюс | Эли ФуцилеНиколас Бёрд (форма монстра)     | Эли ФуцилеМейв Эндрюс   |                                          | Эли ФуцилеМейв Эндрюс   |
| Люциус Бест Фреон                           | Сэмюэл Л. Джексон     | Сэмюэл Л. Джексон                          |                         | Майкл АсберриСэмюэл Л. Джексон (озвучка) |                         |
| Эдна Мод                                    | Брэд Бёрд             | Брэд Бёрд                                  |                         |                                          | Брэд Бёрд               |
| Рик Дикер                                   | Бэд Лаки              | Джонатан Бэнкс                             | Бэд Лаки                |                                          |                         |
| Тони Райдинджер                             | Майкл Бёрд            | Майкл Бёрд                                 |                         |                                          |                         |
| Жена Беста                                  | Кимберли Адайр Кларк  | Кимберли Адайр Кларк                       |                         |                                          |                         |
| Бадди Пэйн Исключиш / Синдром               | Джейсон Ли            |                                            | Джейсон Ли              |                                          |                         |
| Мираж                                       | Элизабет Пенья        |                                            |                         |                                          |                         |
| Гилберт Хуп                                 | Уоллес Шон            |                                            |                         |                                          |                         |
| Берни Кропп                                 | Лу Романо             |                                            |                         |                                          |                         |
| Джон Уокер                                  | Уэйн Канни            |                                            |                         |                                          |                         |
| Бомб Вояж                                   | Доминик Луис          |                                            |                         |                                          |                         |
| Кари Кен                                    | Брет Паркер           |                                            | Брет Паркер             |                                          |                         |
| Подрывашкер                                 | Джон Ратценбергер     | Джон Ратценбергер                          |                         |                                          |                         |
| Уинстон Дэвер                               |                       | Боб Оденкерк                               |                         |                                          |                         |
| Эвелин Дэвер Экранотиран                    |                       | Кэтрин КинерБилл Уайз (голос Экранотирана) |                         |                                          |                         |
| Карен Пустота                               |                       | София Буш                                  |                         |                                          |                         |
| Крушауэр                                    |                       | Фил Ламарр                                 |                         |                                          |                         |
| Электрикс                                   |                       | Фил Ламарр                                 |                         |                                          |                         |
| Рефлюкс Гас Бёрнс                           |                       | Пол Эйдинг                                 |                         |                                          |                         |
| Кирпич                                      |                       | Изабелла Росселлини                        |                         |                                          |                         |
| Леди Светляжук                              |                       |                                            |                         | Селия Шуман                              |                         |

## Релиз

### Сборы
| Мультфильм     | Дата выхода   | Общие сборы  | Общие сборы    | Общие сборы    | Бюджет   | Ссылки |
| Мультфильм     | Дата выхода   | США          | Другие страны  | Весь мир       | Бюджет   | Ссылки |
| -------------- | ------------- | ------------ | -------------- | -------------- | -------- | ------ |
| Суперсемейка   | 5 ноября 2004 | $261 441 092 | $371 578 642   | $633 019 734   | $92 млн  | [ 2 ]  |
| Суперсемейка 2 | 15 июня 2018  | $608 581 744 | $634 223 615   | $1 242 805 359 | $200 млн | [ 3 ]  |
| Всего          | Всего         | $870 022 836 | $1 005 802 257 | $1 875 825 093 | $292 млн | [ 4 ]  |

### Критика
| Мультфильм     | Rotten Tomatoes     | Metacritic       | CinemaScore |
| -------------- | ------------------- | ---------------- | ----------- |
| Суперсемейка   | 97 % (242 рецензии) | 90 (41 рецензия) | A+          |
| Суперсемейка 2 | 94 % (359 рецензий) | 80 (51 рецензия) | A+          |

### Награды

#### «Оскар»
| Категория                    | Суперсемейка | Суперсемейка 2 |
| ---------------------------- | ------------ | -------------- |
| Лучший полнометражный фильм  | Победа       | Номинация      |
| Лучший оригинальный сценарий | Номинация    |                |
| Лучший звуковой монтаж       | Победа       |                |
| Лучший звук                  | Номинация    |                |